# 土屋三千夫
土屋 三千夫（つちや みちお、1957年9月17日 - ）は、日本の政治家。長野県軽井沢町長(1期)。

## 経歴
1957年9月17日、長野県北佐久郡軽井沢町の出身。軽井沢町立軽井沢中部小学校を卒業。軽井沢町立軽井沢中学校を卒業。長野県上田高等学校を卒業。1980年、早稲田大学商学部を卒業。ミネベアに入社。イギリス・西ドイツ駐在4年　欧州財務責任者。ロイタージャパン英国系通信社にて情報サービス部門を担当。コムテックにて専務取締役。子会社社長数社を歴任。Avalueジャパン台湾系コンピュータ会社合弁会社を設立。2022年9月16日、来年の町長選に出馬表明
。
2023年〈令和5年〉1月22日、軽井沢町長に初当選。土屋経営企画代表取締役。軽井沢文化協会 前副会長。
※当日有権者数：17,567人 最終投票率：55.22%（前回比：+10.61pts）
| 候補者名   | 年齢 | 所属党派 | 新旧別 | 得票数  | 得票率 | 推薦・支持 |
| ---------- | ---- | -------- | ------ | ------- | ------ | ---------- |
| 土屋三千夫 | 65   | 無所属   | 新     | 3,995票 | 41.2%  |            |
| 藤巻進     | 71   | 無所属   | 現     | 2,599票 | 26.8%  |            |
| 押金洋仁   | 55   | 無所属   | 新     | 2,452票 | 25.3%  |            |
| 下田修平   | 45   | 無所属   | 新     | 605票   | 6.2%   |            |